# یواس‌اس آکسفورد (ای‌جی‌تی‌آر-۱)
یواس‌اس آکسفورد (ای‌جی‌تی‌آر-۱) (به انگلیسی: USS Oxford (AGTR-1)) یک کشتی بود که طول آن ۴۴۱ فوت (۱۳۴ متر) بود. این کشتی در سال ۱۹۴۵ ساخته شد.